# Gobranawapara
Gobranawapara é uma cidade e um município no distrito de Raipur, no estado indiano de Chhattisgarh.

## Demografia
Segundo o censo de 2001, Gobranawapara tinha uma população de 25 604 habitantes. Os indivíduos do sexo masculino constituem 50% da população e os do sexo feminino 50%. Gobranawapara tem uma taxa de literacia de 66%, superior à média nacional de 59,5%: a literacia no sexo masculino é de 75% e no sexo feminino é de 56%. Em Gobranawapara, 15% da população está abaixo dos 6 anos de idade.